# Black Sabbath (album)
Albums de Black Sabbath
Paranoid
(1970)
Singles
1. Evil Woman
Sortie : 9 janvier 1970

Black Sabbath est le 1er album studio du groupe rock éponyme qui deviendra, avec l'album Paranoid et sa chanson emblématique War Pigs, le symbole du courant heavy metal traditionnel. Ce premier album a été enregistré à Londres et est paru le 13 février 1970 au Royaume-Uni et le 1er juin 1970 aux États-Unis.
Il est considéré comme le premier album de heavy metal. Il entre rapidement au top 10 en Angleterre après sa sortie et s'y maintient pendant plusieurs mois. Aux États-Unis, l'album est devenu disque d'or le 4 juin 1971. En tout, c'est plus d'un million d'exemplaires qui furent vendus aux États-Unis lorsque l'album fut certifié disque de platine en 1986.

## Historique

### Enregistrement
En août 1969, connu alors sous le nom Earth, le groupe décida de changer celui-ci pour le désormais célèbre Black Sabbath. Au même moment, il enregistra et distribua une version démo de la chanson-titre. Ce fut en novembre 1969 au Regent Sound Studios de Londres que les musiciens enregistrèrent leur premier single  Evil Woman qui paraitra en janvier 1970. Ce titre est l'un des sept qui allaient apparaître sur le futur album enregistré, lui, le 16 octobre 1969 en l'espace de seulement quelques heures. L’enregistrement fut assez basique : les morceaux furent enregistrés sur scène et pour un budget de 600 livre sterling.
Tony Iommi, le guitariste dit d’ailleurs à propos de cette session : « Nous nous sommes dit “On se donne deux jours pour l’enregistrer et un jour pour le mixer”. Donc on a joué sur scène. Ozzy chantait au même moment, nous l’avons juste mis sur une autre bande et nous nous sommes débrouillés comme ça. Nous n’avons jamais fait plus d’un essai ou quoi que ce soit d’autre ».

### Musique et paroles
Que ce soit musicalement ou du côté des paroles, l’album fut considéré comme obscur, ténébreux à l'époque. La première chanson, l’homonyme Black Sabbath, est fondée presque entièrement sur un intervalle de triton (trois tons), joué sur une guitare à un tempo très lent. Ce triton, diable en musique (diabolus in musica, comme l'écrivait il y a un millénaire le théoricien italien Guido d'Arezzo) pouvait être alors associé au diable, à cause de l'intervalle de quarte augmentée qu'il présente (fa-si par exemple), instable et dissonant, non apprivoisable, qui lui confère une sonorité ressentie comme oppressante et effrayante. On retrouve dans cette première chanson, la mention d'une Figure in Black qui fait référence à Satan.
De la même façon, les paroles de la chanson N.I.B. sont écrites du point de vue de Lucifer. Contrairement à l’idée commune, le titre n’est pas l’acronyme de Nativity in Black mais, selon les dires Tony Iommi dans ses multiples interviews, une référence à la barbiche du batteur Bill Ward qui était taillée comme un pen-nib (la pointe d'un stylo à plume)
Les paroles des deux titres, Behind The Wall Of Sleep et The Wizard sont, elles, d'inspirations fantastiques : la première est une référence à la nouvelle Par-delà le mur du sommeil de l'écrivain américain H. P. Lovecraft, tandis que la seconde s'inspire du personnage de Gandalf du roman Le Seigneur des anneaux de J. R. R. Tolkien. L’harmonica sur ce morceau fut d'ailleurs rajouté plus tard et joué par le chanteur Ozzy Osbourne.
Warning et Evil Woman sont des reprises de standards blues, pratique commune à l’époque (en témoignent Lazy de Deep Purple ou You Shook Me de Led Zeppelin). Warning fut composé par le groupe Aynsley Dunbar's Retaliation, tandis que c'est le groupe américain Crow qui est à l'origine de la chanson  Evil Woman[réf. nécessaire].

### Production et réception
L’album atteint la 8e place dans les charts britanniques où il reste classé pendant 42 semaines et 23e au Billboard 200 se vendant à un million d’exemplaires.
Alors que l’album était un succès commercial indéniable, il fut férocement critiqué par les journalistes, comme Lester Bangs du magazine Rolling Stone qui qualifia ainsi l’album : « improvisations dissonantes aux guitares effroyablement rapides qui envahissent tout le périmètre musical sans jamais pourtant être synchronisées avec le reste ».
Cependant, le même magazine place aujourd'hui l'album à la 243e place de son classement des 500 plus grands albums de tous les temps. Q Magazine, autre magazine de rock, inclut l’album dans son classement des meilleurs albums de métal de tous les temps, expliquant que « l’album a prouvé son influence : il reste un exemple pour les groupes de métal, trois décennies plus tard. La patte musicale du groupe sur celui-ci reste la plus effrayante de tous les morceaux de Heavy-metal ».
Il est également cité dans l'ouvrage de référence de Robert Dimery Les 1001 albums qu'il faut avoir écoutés dans sa vie et dans un bon nombre d'autres listes.

### La pochette
La maison que l'on peut voir sur la couverture de l'album est le moulin à eau de Mapledurham situé sur la Tamise dans le comté du Berkshire. Debout devant le moulin à eau se trouve une silhouette vêtue d'un manteau noir, représentée par le mannequin Louisa Livingstone.
Anecdote qui a contribué au succès du groupe et du disque : il semblerait que lorsque la photo de la pochette fut prise, la femme étrange (sorte de Mona Lisa gothique) n'était pas présente et qu'elle n'aurait fait son apparition que lors du développement des photos[source insuffisante]?
Une croix inversée figure à l'intérieur de la pochette double de l'édition vinyl. Elle contient un poème intitulé "Still Falls the Rain" et les crédits de l'album. Dans ce poème, d'un auteur inconnu, il y est fait allusion d'une jeune femme aux yeux vides qui croit ne pas être vue, peut-être est-ce la femme de la pochette.[réf. nécessaire]

## Liste des titres

### Version européenne de l’album
Tous les titres sont signés par Tony Iommi, Geezer Butler, Bill Ward, Ozzy Osbourne, sauf indications
| 1. | Black Sabbath            | 6:20 |
| 2. | The Wizard (en)          | 4:24 |
| 3. | Behind the Wall of Sleep | 3:37 |
| 4. | N.I.B. (en)              | 6:08 |

| 5. | Evil Woman (en) (Reprise du groupe américain Crow)             | Larry Weigand, Richard Weigand, David Waggoner  | 3:25  |
| 6. | Sleeping Village                                               |                                                 | 3:46  |
| 7. | The Warning (Reprise du groupe The Aynsley Dunbar Retaliation) | Aynsley Dunbar, Hickling, Moreshead, Dmochowski | 10:28 |

| 8. | Wicked World (Titre inédit, figurant sur la version originale américaine de l'album) | 4:43 |

| 1. | Wicked World (Titre figurant sur la version originale américaine de l'album) | 4:43 |
| 2. | Black Sabbath (Studio outtake)                                               | 6:22 |
| 3. | Black Sabbath (Instrumental)                                                 | 6:13 |
| 4. | The Wizard (Studio outtake)                                                  | 4:46 |
| 5. | Behind the Wall of Sleep (Studio outtake)                                    | 3:41 |
| 6. | N.I.B. (Instrumental)                                                        | 6:08 |
| 7. | Evil Woman (Autre version)                                                   | 3:47 |
| 8. | Sleeping Village (Intro : autre version)                                     | 3:45 |
| 9. | Warning Part 1 (Studio outtake)                                              | 6:58 |

### Version américaine de l’album
Wasp, Bassically et A Bit of Finger sont des intros. Ces titres sont nommés uniquement sur la version U.S. de l'album mais bien présents sur toutes les autres versions.
| 1. | Black Sabbath                                              | 6:20 |
| 2. | The Wizard (en)                                            | 4:22 |
| 3. | Wasp / Behind The Wall Of Sleep / Bassically / N.I.B. (en) | 9:44 |

| 4. | Wicked World                                 | 4:30  |
| 5. | A Bit of Finger / Sleeping Village / Warning | 14:32 |

| 6. | Evil Woman (en) (titre inédit, figurant sur la version originale européenne de l'album) | 3:25 |

| 1. | Evil Woman (Titre figurant sur la version originale européenne de l'album) | 3:25 |
| 2. | Black Sabbath (Studio outtake)                                             | 6:22 |
| 3. | Black Sabbath (Instrumental)                                               | 6:13 |
| 4. | The Wizard (Studio outtake)                                                | 4:46 |
| 5. | Behind the Wall of Sleep (Studio outtake)                                  | 3:41 |
| 6. | N.I.B. (Instrumental)                                                      | 6:08 |
| 7. | Evil Woman (Autre version)                                                 | 3:47 |
| 8. | Sleeping Village (Intro : autre version)                                   | 3:45 |
| 9. | Warning Part 1 (Studio outtake)                                            | 6:58 |

## Composition du groupe
- Ozzy Osbourne (écrit "Ossie Osbourne" dans les premières versions de l'album) : chant et harmonica
- Tony Iommi : guitare
- Geezer Butler : basse
- Bill Ward : batterie

## Charts et certifications
| Pays        | Durée du classement | Meilleur classement |
| ----------- | ------------------- | ------------------- |
| Allemagne   | 8 semaines          | 8e                  |
| Canada      | 17 semaines         | 29e                 |
| États-Unis  | 66 semaines         | 23e                 |
| Pays-Bas    | 5 semaines          | 6e                  |
| Royaume-Uni | 42 semaines         | 8e                  |

| Pays        | Ventes      | Certification | Date       |
| ----------- | ----------- | ------------- | ---------- |
| États-Unis  | 1 000 000 + | Platine       | 13/08/1986 |
| Canada      | 50 000 +    | Or            | 01/09/1977 |
| Royaume-Uni | 100 000+    | Or            | 22/07/2013 |

## Annexe